# Lloyd (cantor)
Lloyd Polite Jr. (Nova Orleães, 3 de janeiro de 1986), conhecido apenas como Lloyd, é um cantor de R&B estadunidense. Em sua juventude, ele pertencia ao grupo N-Toon.
Lloyd conseguiu o seu primeiro êxito em 2004, com a canção "Southside", que conta com a participação da cantora Ashanti. A canção está incluída no primeiro álbum a solo de Lloyd, também chamado "Southside". 
Em 2006, Lloyd lançou a canção "You" - que tem a participação de Lil Wayne -, o primeiro single do seu segundo álbum, Street Love (2007). "You" se tornou a única faixa do cantor como artista principal a entrar no top 10 da Billboard Hot 100. O single obteve a certificação de Ouro no Reino Unido.
Em 2008, ele lançou seu terceiro álbum, Lessons in Love.
Em 2009, é lançado single "BedRock" - cujo refrão é cantado por Lloyd -, do coletivo Young Money. "BedRock" torna-se um grande êxito, chegando à vice-liderança da Hot 100 e ao n.º 9 no Reino Unido, alcançando a certificação de Platina neste último território e de Tripla Platina nos EUA.
Em 2011, Lloyd lança o seu quarto álbum, King of Hearts, cujo segundo single, "Dedication to My Ex (Miss That)" (com André 3000 and Lil Wayne), se torna um êxito no Reino Unido, chegando ao n.º 4 da parada UK Singles Chart, alcançando a Tripla Platina na Austrália e o Ouro no Reino Unido, na Dinamarca e na Nova Zelândia.
Em 2018, Lloyd lança Tru, o seu quinto álbum e o primeiro até agora a não entrar nem na Billboard 200 nem na Billboard R&B/Hip-Hop Albums. Contudo, o único single do álbum, também intitulado "Tru", obteve certificação de Platina nos EUA.
Para além disto, Lloyd já lançou dois extended plays (um em 2009 e outro em 2016) e uma mixtape (em 2012).

## Discografia

### Álbuns
- Southside (2004)
- Street Love (2007)
- Lessons in Love (2008)
- King of Hearts (2011)
- Tru (2018)